# Bélgica en los Juegos Olímpicos de Vancouver 2010
Bélgica estuvo representada en los Juegos Olímpicos de Vancouver 2010 por un total de 8 deportistas que compitieron en 4 deportes.  
El portador de la bandera en la ceremonia de apertura fue el patinador artístico Kevin van der Perren. El equipo olímpico belga no obtuvo ninguna medalla en estos Juegos.